# Принцип изградње биљног тела
Биљке су организми које карактерише примарно присуство пигмента хлорофила (неке биљке су га секундарно изгубиле). Захваљујући присуству хлорофила, биљке су у могућности да у процесу фотосинтезе електромагнетну енергију сунчевог зрачења преведу у енергију хемијских веза органских молекула (тј., биљке су фотосинтетски организми). Оваква трансформација енергије олакшава везивање неорганског угљеник(IV)-оксида у органска једињења - угљене хидрате, који представљају основну храну организама (тј, биљке су аутотрофни организми). Могуће је, дакле, биљке дефинисати и као фотоаутотрофне организме.
Биљкама су најпре сматрани сви познати, а непокретни организми (укључујући и гљиве и лишајеве), а са открићем микроорганизама у биљке су сврстане и бактерије, вируси, једноћелијске алге. Зелена боја није таксономски карактер за разликовање биљака од осталих организама - постоје и животиње зелене боје (нпр. сунђери, који су притом и сесилни), а исто тако постоје и биљни организми других боја, или безбојни. Основним карактеристикама биљака сматране су непокретност, присуство ћелијског зида и могућност аутотрофије.

## У процесу изградње облика у биљном свету испољила су се четири основна принципа:
- Принцип образовања што веће спољне површине  - велика спољна површина је од пресудног значаја за одржавање живота, пре свега зелених биљака. Она је тесно повезана са аутотрофним начином исхране. Велика спољна површина обезбеђује боље снабдевање биљака водом, минералним солима, угљен-диоксидом, сунчевом светлошћу, самим тим и већу животну активност. Увећање спољне површине код нижих једноћелијских облика постиже се променом лоптасте форме у неку другу: цилиндричну, штапићасту, плочасту, јер је лопта тело које при датој запремини има најмању спољну површину у односу на неки други облик исте запремине. Код биљака више организације увећање спољне површине постиже се гранањем или спљоштавањем.

- Принцип физиолошке поделе функција - што значи изградња таквог тела у коме ће поједине функције бити везане за одређене делове тела. Код једноћелијских облика подела функције постоји између појединих делова ћелије, једра и цитоплазме с њеним органелама. Код вишећелијских облика подела функције је извршена између појединих деова тела који се називају органи.

- Принцип чврстоће - да би биљка задржала свој карактеристичан облик тело мора имати одређен степен чврстоће. Код једноћелијских биљака носилац чврстоће је ћелијски зид. Код вишећелијских биљака суп свих ћелијских зидова чине неку врсту мреже-скелета. Осим тога, од повременог значаја је и тургор. Међутим, све ово за копнене биљке није довољно и зато имају посебна ткива-механичка.

- Принцип економије-уштеде материјала - је принцип да се са што мање материјала постигне што већи ефекат. Пример је распоред мeханичких ткива у биљним органима у виду носача. Одступање од овог принципа често се дешава при размножавању. Биљке стварају огромну количину спора, семена, трошећи много материјала, и све ради сигурнијег обезбеђења потомства. Састоји се од наизменичног низа осовина различитих редова. Начин гранања, број, јачина и правац раста грана, степен олисталости и облик лишћа одређују општи изглед или хабитус биљке.

## Појава симетрије биљног тела - постоје три главна типа симетрије:
1. Полисиметрија - се јавља када кроз уздужну осовину биљке, или ма ког дела биљног тела можемо повући више од две равни симетрије. Уобичајени термин за такву симетрију је актиноморфна симетрија
2. Бисиметрија - се јавља када кроз уздужну осовину можемо повући само две равни симетрије
3. Моносиметрија - се јавља када можемо повући само једну раван симетрије кроз уздужну осовину. За такву симетрију термин је зигоморфан

Биљно тело може бити такво да кроз њега не можемо повући ни једну раван симетрије и онда је оно асиметрично.